# Sonia Bergamasco
Sonia Bergamasco (Milano, 16 gennaio 1966) è un'attrice e regista italiana.

## Biografia
Sonia Bergamasco è attrice e regista, musicista e poetessa, diplomata in pianoforte presso il Conservatorio Giuseppe Verdi di Milano e in recitazione presso la Scuola del Piccolo Teatro. Dopo il debutto in Arlecchino servitore di due padroni di Giorgio Strehler, ha lavorato nel Pinocchio di Carmelo Bene e con registi, quali Theodoros Terzopoulos e Massimo Castri in teatro.
Nel 2003 ottiene la candidatura ai Nastri d'argento e al Globo d'oro come miglior attrice protagonista per il film La meglio gioventù. Nel cinema ha recitato con registi, come Silvio Soldini, Giuseppe Bertolucci, Liliana Cavani, Marco Tullio Giordana, Bernardo Bertolucci, Gennaro Nunziante. Nel 2016 è stata scelta come madrina della 73ª Mostra internazionale d'arte cinematografica di Venezia.
A teatro lavora con Antonio Latella, Thomas Ostermeier, Jan Fabre, Thodoros Terzopoulos, Carmelo Bene, Giorgio Strehler, ed è regista e interprete di spettacoli, nei quali l‘esperienza musicale s'intreccia più profondamente con il teatro, tra gli altri, Il Ballo (dal racconto di Irène Némirovsky) e L'uomo seme, entrambi nati dalla collaborazione artistica con il Teatro Franco Parenti di Milano. Nel 2017 dirige al Piccolo Teatro lo spettacolo Louise e Renée, ispirato a Memorie di due giovani spose di Balzac, di cui Stefano Massini cura la drammaturgia originale.
Sostiene l'organizzazione Medici Senza Frontiere, e nel 2017 ha visitato tre ospedali di MSF in Giordania per la campagna "Cure nel Cuore dei conflitti".

## Vita privata
È sposata dal 2000 con l'attore Fabrizio Gifuni e ha due figlie.

## Filmografia

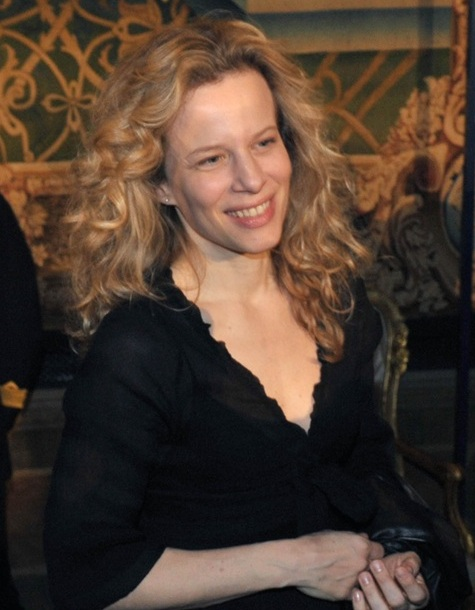
Sonia Bergamasco al Quirinale nel 2012

### Cinema
- D'estate, regia di Silvio Soldini – cortometraggio (1994)
- Il mnemonista, regia di Paolo Rosa (2000)
- Quello che posso permettermi, regia di Andrea Porporati – cortometraggio (2000)
- Voci, regia di Franco Giraldi (2001)
- L'amore probabilmente, regia di Giuseppe Bertolucci (2001)
- Come si fa un Martini, regia di Kiko Stella (2001)
- Amorfù, regia di Emanuela Piovano (2003)
- La meglio gioventù, regia di Marco Tullio Giordana (2003)
- Musikanten, regia di Franco Battiato (2005)
- Il sospetto, regia di Mariano Cirino – cortometraggio (2006)
- Niente è come sembra, regia di Franco Battiato (2007)
- Sanguepazzo, regia di Marco Tullio Giordana (2008)
- Cellule, regia di Liliana Ginanneschi – cortometraggio (2008)
- La straniera, regia di Marco Turco (2009)
- Giulia non esce la sera, regia di Giuseppe Piccioni (2009)
- La donna della mia vita, regia di Luca Lucini (2010)
- Maledimiele, regia di Marco Pozzi (2010)
- Senza arte né parte, regia di Giovanni Albanese (2011)
- Io e te, regia di Bernardo Bertolucci (2012)
- Rubando bellezza, regia di Fulvio Wetzl, Danny Biancardi e Laura Bagnoli – documentario (2015)
- Quo vado?, regia di Gennaro Nunziante (2016)
- Karenina and I, regia di Tommaso Mottola (2017)
- Come un gatto in tangenziale, regia di Riccardo Milani (2017)
- Riccardo va all'inferno, regia di Roberta Torre (2017)
- Vita agli arresti di Aung San Suu Kyi, regia di Marco Martinelli (2017)
- Come un gatto in tangenziale - Ritorno a Coccia di Morto, regia di Riccardo Milani (2021)
- I cassamortari, regia di Claudio Amendola (2022)
- Grazie ragazzi, regia di Riccardo Milani (2023)
- La vita accanto, regia di Marco Tullio Giordana (2024)
- Duse the Greatest, regia di Sonia Bergamasco (2025)
- Il nibbio, regia di Alessandro Tonda (2025)

### Televisione
- La trilogia della villeggiatura, regia di A. Moretti – teatro TV (1993)
- Voce dei canti, regia di Carmelo Bene – teatro TV (1998)
- Pinocchio ovvero lo Spettacolo della Provvidenza, regia di Carmelo Bene – teatro TV (1999)
- De Gasperi - L'uomo della speranza, regia di Liliana Cavani – miniserie TV (2005)
- Quo vadis, baby?, regia di Guido Chiesa – miniserie TV (2008)
- Einstein, regia di Liliana Cavani – miniserie TV (2008)
- Bakhita - La santa africana, regia di Giacomo Campiotti – miniserie TV (2009)
- Tutti pazzi per amore – serie TV (2009-2010)
- Una grande famiglia – serie TV (2012-2015)
- Il commissario Montalbano – serie TV, 10 episodi (2016-2021)
- Io tu noi, Lucio, regia di Giorgio Verdelli – docufilm (2020) - narratrice
- La scelta di Maria, regia di Francesco Miccichè – docufilm (2021)
- Stanotte a...,[3] regia di Gabriele Cipollitti, condotto da Alberto Angela – documentario Stanotte a Milano (2022)
- Io e lei 2, regia di Massimo Ferrari – miniserie TV, 5 episodi (2023)
- L'amica geniale 4 – serie TV (2024)

## Teatro

### Ideazioni
- L'uomo seme, racconto di scena ideato e diretto da Sonia Bergamasco, da L'uomo seme di Violette Ailhaud, traduzione di Monica Capuani (2018)
- Ex chimico, ideato e diretto da Sonia Bergamasco (2018)
- Louise e Renée, da Mémoires de deux jeunes mariées di Honoré de Balzac, regia di Sonia Bergamasco (2017)
- Il trentesimo anno, racconto di scena liberamente tratto da Trentesimo anno di Ingeborg Bachmann, traduzione di Magda Olivetti, da un'idea di Sonia Bergamasco (2016)
- Il ballo, liberamente ispirato a Il ballo di Irène Némirovsky, racconto di scena ideato e interpretato da Sonia Bergamasco (2015)
- Il ballo: studio preparatorio, liberamente ispirato a Il ballo di Irène Némirovsky, racconto di scena ideato e interpretato da Sonia Bergamasco (2013)
- Karénina prove aperte d'infelicità di Emanuele Trevi e Sonia Bergamasco, da Lev Tolstoj, regia di Giuseppe Bertolucci (2012)
- Discorso di e con Sonia Bergamasco (2011)
- Il piccolo principe in concerto, da un'idea di Fabrizio Gifuni e Sonia Bergamasco (2011)
- Attilio Bertolucci e Pier Paolo Pasolini, un'amicizia in versi, da un'idea di Fabrizio Gifuni, con Sonia Bergamasco e Fabrizio Gifuni (2010)
- Concerto della fine del mondo - manifesto per un anticanzoniere (2009)
- Esse di Salomè - Teatro sonoro da Mallarmé, ideazione artistica e drammaturgia di Sonia Bergamasco e Francesco Giomi. I rappresentazione Tempo Reale Festival (2009)
- Croce e delizia, le voci di Sandro Penna e Amelia Rosselli in concerto, 21 febbraio 2008.
- Le sante corde dei canti - Viaggio nella Divina Commedia di Sonia Bergamasco e Fabrizio Gifuni.  I rappresentazione Lucera, Festival della letteratura mediterranea, 13 settembre 2008.
- I kiss your hands - Catalogo semiserio delle lettere mozartiane di Sonia Bergamasco e Fabrizio Gifuni. I rappresentazione Roma, concerti del parco, 18 luglio 2006.
- Giorni in bianco: studio preparatorio di Il trentesimo anno di Sonia Bergamasco. I rappresentazione Roma, Casa delle letterature (estate 2001)

### Spettacoli
- Faust di Wolfgang Goethe, regia di Giorgio Strehler. Teatro Studio di Milano, 18 marzo 1989.
- Arlecchino servitore di due padroni di Carlo Goldoni, regia di Giorgio Strehler. Piccolo Piccolo Teatro di Milano, 30 ottobre 1990. (saggio di fine corso)
- Riccardo II di William Shakespeare, regia di Glauco Mauri. Teatro Municipale di Casale Monferrato, 21 ottobre 1991.
- La disputa di Pierre de Marivaux, regia di Massimo Castri. Teatro Studio di Milano, 14 luglio 1992.
- Il gioco dell'amore e del caso di Pierre de Marivaux, regia di Massimo Castri. Centro Teatrale Bresciano di Brescia, 31 marzo 1993.
- La tragedia spagnola di Thomas Kyd, regia di Cristina Pezzoli. Teatro Municipale di Fontanellato, 25 settembre 1993.
- Ecuba di Euripide, regia di Massimo Castri. Teatro Argentina di Roma, 29 novembre 1994.
- Le smanie per la villeggiatura di Carlo Goldoni, regia di Massimo Castri. Teatro Metastasio di Prato, 16 maggio 1995.
- Le avventure della villeggiatura di Carlo Goldoni, regia di Massimo Castri. Teatro Nuovo di Spoleto, 27 maggio 1996.
- Il ritorno dalla villeggiatura di Carlo Goldoni, regia di Massimo Castri. Teatro Metastasio di Prato, 27 novembre 1996.
- Voce dei Canti, da Giacomo Leopardi, regia di Carmelo Bene, musiche eseguite da Sonia Bergamasco. Teatro Olimpico di Roma, 5 giugno 1997.
- Antigone di Sofocle, regia di Theodoros Terzopoulos. Teatro Attis di Atene (agosto-settembre 1997) (tournée in Cina, Giappone e Corea del Sud)
- Pinocchio ovvero Lo spettacolo della Provvidenza, da Carlo Collodi, regia di Carmelo Bene. Teatro dell'Angelo di Roma, 10 novembre 1998.
- Macbeth di William Shakespeare, regia di Giancarlo Cobelli. Teatro Storchi di Modena, 27 febbraio 2001.
- Don Perlimplin, regia di Francesco Torregiani, musiche di Bruno Maderna. Biennale Musica di Venezia, 3 maggio 2002.
- ¿Pia?, libretto e musica di Azio Corghi, regia di Valter Malosti. Accademia Chigiana di Siena, 8 luglio 2004.
- Il dissoluto assolto di Azio Corghi e José Saramago, regia di Andrea De Rosa. Teatro São Carlos di Lisbona, 18 marzo 2006.
- Apokàlypsis, libretto e musica di Marcello Panni. Festival dei Due Mondi di Spoleto, 10 luglio 2009.
- Il miracolo della cena, Sonia Bergamasco legge Fernanda Wittgens, regia di Marco Rampoldi. Piccolo Teatro di Milano, 25 settembre 2018.
- Il quaderno di Sonia di Sonia Bergamasco, musica di Fabrizio De Rossi Re. Cinema sala Pegasus di Spoleto, 16 marzo 2019.
- Ritorno a Reims, da Didier Eribon, regia di Thomas Ostermeier. Piccolo Teatro Studio Melato, 10 ottobre 2019.
- Resurrexit Cassandra di Ruggero Cappuccio, regia di Jan Fabre. Teatro grande di Pompei, 24 giugno 2021.
- Chi ha paura di Virginia Woolf? di Edward Albee, regia di Antonio Latella. Teatro Menotti di Spoleto, 9 gennaio 2022.
- La locandiera di Carlo Goldoni, regia di Antonio Latella. Teatro Menotti di Spoleto, 15 ottobre 2023.
- La principessa di Lampedusa di Ruggero Cappuccio, regia di Sonia Bergamasco. Campania Teatro Festival (2025)

### Opere liriche
- Le nozze di Figaro di Wolfgang Amadeus Mozart, regia di Sonia Bergamasco, direzione musicale di Kristiina Poska. Teatro del Maggio Musicale Fiorentino, Maggio Musicale Fiorentino, 15 giugno 2019.

## Opere
- Sonia Bergamasco e Emanuele Trevi, Karénina, prove aperte d’infelicità, Editori Internazionali Riuniti, 2014, ISBN 978-88-693-3335-4.
- Sonia Bergamasco, Il quaderno, prefazione di Maria Grazia Calandrone, Milano, La Nave di Teseo, 2022, ISBN 9788834611302.

## Premi e riconoscimenti

### Cinema
- David di Donatello
  - 2016 – Candidatura alla migliore attrice non protagonista per Quo vado?
  - 2018 – Candidatura alla migliore attrice non protagonista per Come un gatto in tangenziale
  - 2025 – Canditura al miglior documentario per Duse, The Greatest

- Nastro d'argento
  - 2002 – Candidatura alla migliore attrice protagonista per L’amore probabilmente
  - 2004 – Migliore attrice per La meglio gioventù
  - 2016 – Candidatura alla migliore attrice non protagonista per Quo vado?

- Ciak d'oro
  - 2016 – Miglior attrice non protagonista per Quo vado?[4]

- Giffoni Film Festival
  - 2012 – Premio Giffoni

- Globo d'oro
  - 2004 – Candidatura alla miglior attrice per La meglio gioventù
  - 2025 – Candidatura alla miglior attrice per Il nibbio
  - 2025 – Candidatura al miglior documentario per Duse, the Greatest

### Teatro
- Premio Ubu
  - Stagione 2021/22: Migliore attrice per Chi ha paura di Virginia Woolf?
- 2014 – Premio Eleonora Duse

### Altri premi
- 2019 – Tecnovisionarie® 2019, Premio Speciale Arte e Scienza
- 2018 – Chiave d'oro del successo - Giornate Professionali di Cinema, Sorrento, per il film "Come un gatto in tangenziale"
- 2017 – Diploma Honoris Causa in Recitazione - Centro Sperimentale di Cinematografia, Roma
- 2016 – Premio Alida Valli al Bari International Film Festival come Migliore Attrice non Protagonista per Quo vado?
- 2016 – Premio Flaiano come interprete dell’anno
- 2014 – Premio Enriquez per Karénina prove aperte d'infelicità[5]
- 2012 – Premio della Critica Teatrale come attrice per Karénina prove aperte d'infelicità[5]
- 2011 – Grand Festival Award for Arts – Berkeley Video & Film Festival per l'interpretazione nell'opera Esse di Salomè
- 2009 – Premio al Roma Fiction Festival come miglior attrice non protagonista per Tutti pazzi per amore
- 2006 – Premio Minerva allo Spettacolo
- 2005 – Premio Flaiano come miglior interprete per De Gasperi - L'uomo della speranza
- 2004 – Premio Lo Straniero